# Kiyohide Shima
Kiyohide Shima (志摩 清英?, Shima Kiyohide; Prefettura di Miyazaki, 25 febbraio 1890 – 7 novembre 1973) è stato un ammiraglio giapponese, attivo durante la seconda guerra mondiale.
Si arruolò nella marina imperiale giapponese nel 1911 e fino al 1915 fu imbarcato su naviglio di seconda linea. Allievo al Collegio navale tra 1917 e 1918, si specializzò alla Scuola siluristi; tra 1921 e 1923 completò la formazione di ufficiale di stato maggiore al Collegio, quindi, divenuto capitano di corvetta alla fine del 1924, passò buona parte del 1925 a servire il principe Takamatsu come aiutante di campo. Tra 1926 e 1929 fece esperienza in diversi stati maggiori e viaggiò sia in Europa che negli Stati Uniti d'America; capitano di fregata, nei primi anni trenta rivestì una serie di ruoli come istruttore, s'avvicinò all'arma aerea della marina imperiale e partecipò a una spedizione militare in Manciuria. Tra 1934 e 1936 fu a capo di una sezione dello stato maggiore generale, periodo dopo il quale divenne comandante dell'incrociatore leggero Oi. Nel 1939 fu nominato contrammiraglio e passò a dirigere il 4º Distretto navale.
Dalla fine del 1940 fu comandante della 19ª Divisione dragamine, unità che diresse durante l'occupazione di Tulagi (3-4 maggio 1942) soffrendo alcune perdite a causa dell'aviazione imbarcata statunitense. Per buona parte della guerra nel Pacifico, Shima mantenne incarichi nelle retrovie; fu promosso viceammiraglio nel maggio 1943 e all'inizio del 1944 fu scelto per comandare la 5ª Flotta, che fu schierata insieme ad altre formazioni nella battaglia del Golfo di Leyte: egli tuttavia non impegnò un serio combattimento per superare lo stretto di Surigao e si ritirò. Rimpatriato, ricoprì ruoli amministrativi dapprima sull'Isola di Formosa e poi in Giappone. Si dimise dalla marina nella prima metà del 1946, dopo la fine della guerra, e morì nel 1973.

## Biografia

### Carriera iniziale
Kiyohide Shima nacque nella prefettura di Miyazaki il 25 febbraio 1890. In giovane età s'iscrisse all'Accademia navale di Etajima, studiò nella 39ª classe e si diplomò il 18 luglio 1911, sessantanovesimo su 148 allievi; ricevuto il brevetto di aspirante guardiamarina, fu assegnato all'incrociatore protetto Aso e dal 29 marzo 1913 all'incrociatore protetto Hashidate; l'11 settembre fu trasferito alla nave da battaglia Aki. Ottenuta la qualifica di guardiamarina, il 15 gennaio 1914 s'imbarcò sulla nave da battaglia Iwami di preda bellica russa, sulla quale rimase quasi tutto l'anno fino alla promozione a sottotenente di vascello (1º dicembre 1914) e il contemporaneo inizio del Corso base alla Scuola siluristi; completatolo, dal 26 maggio al 13 dicembre 1915 attese al Corso base alla Scuola di artiglieria navale, quindi fu destinato all'incrociatore da battaglia Ibuki. Il 4 aprile 1916 fu poi trasferito alla nave da battaglia Katori. Il 1º dicembre di quell'anno fu assegnato alla 2ª Flotta quale attendente e il 2 luglio 1917 passò al 2º Distretto navale con quartier generale a Kure; dal 10 ottobre fece inoltre parte del Corpo marinai presso questa base. Il 1º dicembre cominciò a seguire il Corso B al Collegio navale (21ª classe) per garantirsi una formazione da ufficiale di stato maggiore: completò gli studi e dal 15 aprile 1918 frequentò il Corso avanzato alla Scuola di siluramento. Promosso tenente di vascello il 1º dicembre, passò a questa data al Corso per studenti esperti della Scuola di siluramento e dal 28 febbraio 1919 divenne assistente allo stato maggiore del 4º Squadrone cacciatorpediniere.

### Gli anni venti e gli anni trenta
Il 1º dicembre 1920, Shima fu nominato sostituto dell'ufficiale capo alle comunicazioni sull'incrociatore da battaglia Kirishima; mantenne tuttavia il posto per un quasi un anno, poi dal 1º dicembre 1921 rientrò alla 21ª classe del Collegio navale, Corso A: gli studi lo tennero occupato per poco meno di due anni e, una volta diplomato, fu trasferito il 15 ottobre 1923 allo stato maggiore della 2ª Flotta. Il 1º dicembre 1924 fu portato al rango di capitano di corvetta e assegnato al 1º Distretto navale (Yokosuka). Dal 4 aprile 1925 servì come aiutante di campo il principe Takamatsu, facendo inoltre parte dell'equipaggio delle navi da battaglia Nagato e, dal 1º maggio, Fuso. Il 1º maggio 1926 fu inserito nel personale dello stato maggiore generale e il 25 febbraio 1928, sebbene attendente, intraprese un viaggio in Europa e Stati Uniti d'America per integrare le proprie conoscenze e competenze; tornato in Giappone il 6 gennaio 1929, dal 1º febbraio fece parte sia dello stato maggiore della 1ª Flotta, sia dello stato maggiore della Flotta Combinata: durante il duplice incarico ebbe la promozione a capitano di fregata il 30 novembre.
Il 26 aprile 1930 Shima fu nominato istruttore alla Scuola di siluramento ma poco dopo, il 1º giugno, passò ad addestrare reclute alla Scuola navale di comunicazioni. Il 15 novembre fu investito di altri incarichi oltre a quest'ultimo: istruttore per la seconda volta alla Scuola di siluramento, istruttore alla Scuola di artiglieria navale, istruttore sull'incrociatore corazzato Kasuga riclassificato a nave scuola e istruttore all'Unità aerea di Kasumigaura; il 10 dicembre 1931 cedette gli ultimi tre ruoli, rimpiazzati il 16 dicembre dal compito di istruttore all'Unità aerea di Yokosuka; il 22 febbraio 1932 riprese il posto sul Kasuga, che il 16 dicembre lasciò nuovamente. Il 25 febbraio 1933 fu riassegnato brevemente quale attendente allo stato maggiore generale e al Ministero della marina, quindi il 1º aprile fu trasferito alla Forza di spedizione in Manciuria e dal 1º giugno fu uno dei membri dello stato maggiore di tale formazione militare: il 15 novembre fu nominato capitano di vascello e tornò nelle file della Forza di spedizione. Tornato in patria, il 22 ottobre 1934 fu ancora attendente allo stato maggiore generale e il 15 novembre fu scelto come Capo della sezione S8, Ufficio N3, stato maggiore generale: per oltre due anni lavorò in questa posizione. Il 1º dicembre 1936 ottenne il suo primo comando sull'incrociatore leggero Oi, ricoperto per un anno esatto e seguito dalla promozione a istruttore capo alla Scuola navale di comunicazioni. Il 15 novembre 1939 fu elevato al rango di contrammiraglio e al contempo divenne capo di stato maggiore del 4º Distretto navale (Maizuru).

### La seconda guerra mondiale
Il 1º dicembre 1939 Shima ebbe confermato il ruolo di capo di stato maggiore, che fu rimpiazzato il 15 ottobre 1940 dal posto provvisorio ad assistente di stato maggiore presso la 4ª Flotta: il 15 novembre fu nominato comandante della 19ª Divisione dragamine. A bordo della sua nave ammiraglia, l'Okinoshima, fu posto al comando di una forza navale leggera, prima per l’occupazione di Makin nelle Isole Gilbert il 10 dicembre 1941, poi per l'occupazione dell'isoletta di Tulagi, nelle Salomone meridionali: tale forza comprendeva inoltre una nave appoggio idrovolanti, una nave trasporto truppe (Azuman Maru), varie unità ausiliarie e la 22ª Divisione cacciatorpediniere (Kikuzuki, Minazuki, Mochizuki, Yuzuki). Lo sbarco avvenne incontrastato il 3 maggio 1942 ma il gruppo di Shima fu avvistato e durante la giornata del 4 maggio ripetutamente attaccato dalla portaerei USS Yorktown, una delle prime azioni della battaglia del Mar dei Coralli; egli perse il Kikuzuki, il dragamine Tama Maru, alcune chiatte motorizzate e due idrovolanti, ma la testa di ponte non fu compromessa e Tulagi rimase in mani giapponesi. La conquista accessoria delle isole Nauru e Ocean, invece, fallì quando l'11 maggio lo Okinoshima fu silurato dal sommergibile statunitense S-42.

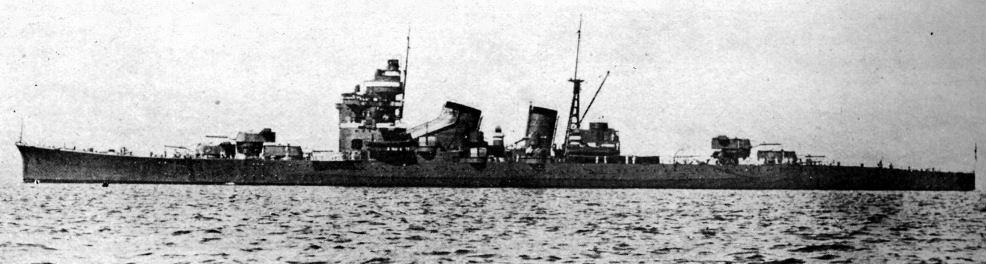
L'incrociatore pesante Nachi fu nave ammiraglia di Shima durante il suo comando della 5ª Flotta

Rimpatriato, Shima fu attendente allo stato maggiore generale (24 luglio-10 settembre) e poi per un breve periodo assistente presso lo stato maggiore dello Flotta dell'Area sud-occidentale, responsabile delle operazioni nel Pacifico meridionale; già il 3 ottobre fu nuovamente trasferito, questa volta come comandante della 16ª Divisione incrociatori. Ottenuta la promozione a viceammiraglio il 1º maggio 1943, il 16 settembre tornò a terra nella veste di direttore alla Scuola navale di comunicazioni. Il 15 febbraio 1944 ebbe un altro incarico operativo come comandante in capo della 5ª Flotta che, in seguito alla disfatta nelle Marianne (19-20 giugno 1944), fu inserita dall'ammiraglio Soemu Toyoda nel disperato piano Shō-Gō: il movimento simultaneo di tre squadre di superficie, delle quali una con il compito di attirare le potenti forze di scorta statunitensi lontano dalla flotta anfibia, che le altre due avrebbero potuto decimare, imprimendo una svolta alla guerra. La strategia fu applicata non appena fu chiaro che gli Stati Uniti avrebbero attaccato le Filippine e originò la grande battaglia del Golfo di Leyte (23-26 ottobre). Secondo le direttive del piano la 5ª Flotta di Shima – forte degli incrociatori pesanti Nachi, Ashigara, di quello leggero Abukuma e di sette cacciatorpediniere – doveva coordinarsi con la squadra del viceammiraglio Shōji Nishimura, attraversare in direzione sud-nord lo Stretto di Surigao e unirsi alla 2ª Flotta del viceammiraglio Takeo Kurita nel Golfo di Leyte per distruggere il naviglio statunitense; tuttavia le varie squadre partirono in tempi differenti e quella di Nishimura fu praticamente annientata nella notte tra il 24 e il 25 ottobre. Il viceammiraglio Shima, ignaro della sconfitta di Nishimura a causa delle croniche deficienze nelle comunicazioni nipponiche durante questo scontro e fatto segno di attacchi da parte di motosiluranti, preferì ripiegare senza ingaggiare battaglia, lasciandosi dietro lo Abukuma in fiamme. Ancora oggi si discute se le sue azioni nello Stretto di Surigao furono dettate da scarso coraggio o da uno schietto realismo, che gli impedì di sacrificare inutilmente equipaggi e navi contro uno schieramento di gran lunga più potente.
Sciolta la 5ª Flotta il 2 febbraio 1945, Shima passò tre mesi nello stato maggiore generale come attendente, quindi il 5 maggio fu trasferito al Distretto di guardia di Takao, sull'Isola di Formosa, del quale assunse il comando il 10 maggio. Quello stesso giorno divenne inoltre comandante in capo della 1ª Flotta aerea: dal 15 giugno, però, mantenne il comando del solo Distretto di Takao, posizione nella quale lo trovò la fine della seconda guerra mondiale, il 15 agosto 1945.

### Ritiro e morte
Shima rimase nella menomata marina imperiale anche dopo la formale resa del Giappone, il 2 settembre 1945: rassegnò le dimissioni il 30 aprile 1946 e si ritirò a vita privata. Kiyohide Shima morì il 7 novembre 1973, all'età di 83 anni.

## Onorificenze
Dati tratti da: